# María L. Lebron-Luteyn
María L. Lebron-Luteyn (1947) es una botánica y taxónoma puertorriqueña. Entre 1967 y 1972 completó con una beca del New York Botanical Garden el doctorado, realizando posteriormente estudios postdoctorales en la misma institución entre 1977 y 1978. Trabajó extensamente con el Dr. James Leonard Luteyn sobre flora neotropical de México y de Centroamérica.

## Obras
- james l. Luteyn, maría l. Lebrón. 1986. El género Semiramisia (Ericaceae) en El Ecuador. Publ. Mus. Ecuatoriano Cien. Nat. Revista 5, Año 7: 37^13

- -------------------, -------------------. 1983. Contribuciones a las Ericáceas de Venezuela. Acta Bot. Venez. 14(1): 167-173

- -------------------, -------------------. 1977. Abstracts of Papers to be Presented at the Meetings of the Botanical Society of America and Certain Affiliated Groups at Michigan State University, East Lansing, 21-26 August 1977. Vol. 154 de Miscellaneous series. Ed. Botanical Society of America, The New York Botanical Garden, 72 pp. 1977

### Como coeditora
- josé Cuatrecasas, vicki a. Funk. 1985. Brunelliaceae (supplement). Vol. 2 de Flora neotropica. Eds. H. David Hammond, María L. Lebrón-Luteyn, y New York Botanical Garden, 103 pp. 1985

ISBN 0893272655 ISBN 9780893272654
- La abreviatura «Lebron-Luteyn» se emplea para indicar a María L. Lebron-Luteyn como autoridad en la descripción y clasificación científica de los vegetales.[3]